# منتخب الولايات المتحدة لكرة السلة 3x3
منتخب الولايات المتحدة لكرة السلة 3x3 هو منتخب الولايات المتحدة الوطني في رياضة كرة السلة 3×3، يدار من قبل الاتحاد الأمريكي لكرة السلة.